# Veronica Pimenoff

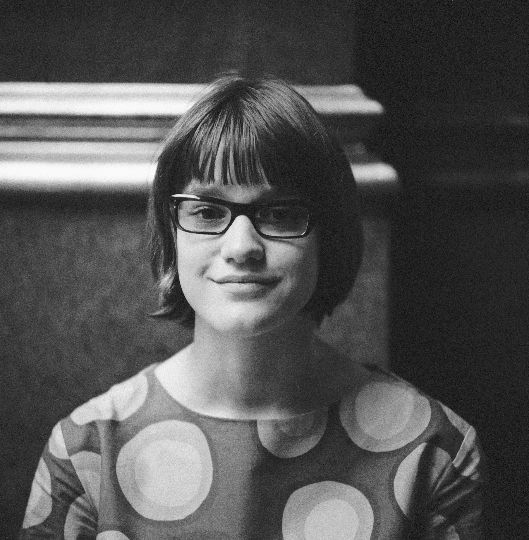
Veronica Pimenoff.

Irene Veronica Pimenoff, född 7 juni 1949 i Helsingfors, är en finländsk författare och läkare. 
Pimenoff var läkare vid Lappvikens sjukhus 1989–1990, blev specialist i psykiatri 1990 och var överläkare vid Norra Karelens centralsjukhus 1991–2001. Hon började skriva på svenska men övergick tidigt till att publicera sig på finska. Hennes texter är intensiva djupborrningar i mänskligt psyke, samtidigt som samhällsnära teman får en allt större plats i produktionen. Genombrottsromanen Loistava Helenaää (1984) ger ett kvinnoporträtt där verklighetens olika ansikten konfronteras. I Risteilijät (1995) beskriver hon människor på kryssning, där ytan gömmer en inre resa. Moraliska problem har dominerat i senare romaner, som till sitt tonläge blivit allt mörkare. C (2005) tilldrar sig i Paris och gestaltar ett moraliskt-psykologiskt drama i en stor europeisk tradition med rötter hos Thomas Mann. Hon tilldelades Pro Finlandia-medaljen 2009.